# Helperich von Plötzkau
Helperich von Plötzkau oder Helferich (lateinisch Helpericus comes de Ploceke, † 1118) war Graf von Plötzkau und Walbeck und Markgraf der Nordmark (1112).

## Leben
Helperich war ein Sohn von Dietrich von Plötzkau und Mathilde von Walbeck.
Nach dem Tod des Vaters wurde er Graf von Plötzkau. Er erbte von der Mutter die Grafschaft Walbeck.
1112 setzte Kaiser Heinrich V. den bisherigen Markgrafen der Nordmark Rudolf von Stade ab. Dieser war ein Parteigänger von Sachsenherzog Lothar. Helperich wurde neuer  Markgraf. Im Juni wurde Rudolf rehabilitiert und wahrscheinlich wieder Markgraf.
1118 starb Helperich. Er wurde im Kloster Hecklingen bestattet.

## Ehe und Nachkommen
Helperich war nach 1106 verheiratet mit Adele, einer Tochter von Kuno von Northeim und Kunigunde von Weimar-Orlamünde. Aus der Ehe gingen hervor:
- Bernhard († 1147), Graf von Plötzkau
- Konrad († 1133), Markgraf der Nordmark (1130)
- Ermengard, Äbtissin von Kloster Hecklingen
- Mathilde (Mechthild)